# Provincia di Kep
La provincia di Kep (in Khmer: ខេត្តកែប) è la più piccola provincia (khaet) della Cambogia con i suoi 336 km² e con una popolazione di 38.701 individui. Insieme a Pailin e a Sihanoukville, è la provincia più giovane di tutto il Regno essendo stata creata nel 2008. Il processo di creazione della provincia ha avuto luogo con la separazione del distretto di Kep dalla provincia di Kampot, oltre alla sistemazione di altri confini.

## Geografia
Il territorio della provincia è quasi completamente circondato dal territorio della provincia di Kampot, tranne che per 16 km di costa che si affacciano sul golfo del Siam e sull'isola vietnamita di Phú Quốc.

### Suddivisioni amministrative
La provincia è suddivisa in due distretti (srŏk):
- Damnak Chang'aeur: è il distretto più grande della provincia e a sua volta si divide in tre sezioni (sangkat) − Angkaol ad ovest, Ou Krasar al centro e Pong Tuek ad est – e 11 gruppi (krom).
- Kep: situato al centro della provincia e comprendente il capoluogo, è suddiviso in due sezioni – Sangkat Kep ad est della penisola di Kep e Sangkat Prey Thum ad ovest – e 5 gruppi.

### L'Arcipelago di Kep
Al largo del breve tratto di costa pertinente alla provincia, a sud della penisola di Kep, si trova un piccolo arcipelago composto da 13 tra isole (koh) ed isolotti:
1. Koh Thonsay (កោះទន្សាយ, "l'Isola del Coniglio")
2. Koh Kok
3. Koh Matay
4. Koh Svay
5. Koh Kbal
6. Koh Hal Trey
7. Koh Svay Prey
8. Koh Sarang
9. Koh Pou
10. Koh Makprang
11. Koh Angrong
12. Koh Seh
13. Koh Sngout

## Storia
Sotto l'occupazione francese, la provincia di Kep apparteneva alla Circonscription Résidentielle de Kampot (Circoscrizione Residenziale di Kampot) permettendo lo sviluppo turistico dell'area fino ad essere considerata come zona balneare per eccellenza in Cambogia. La stessa Kep, originariamente denominata Kep-sur-Mer dai francesi che la fondarono nel 1908, divenne ben presto una fiorente località dove le élite franco-cambogiane trascorrevano i periodi di vacanza.
Tra il 1953 e il 1970 vennero costruite, lungo il litorale e nell'entroterra, numerose ville e magioni uniche nel loro genere. Architetti come Vann Molyvann e Lu Ban Hap, i quali incarnarono l'epoca d'oro del modernismo architettonico cambogiano, infusero in queste strutture di elementi derivati dai movimenti modernisti con elementi della tradizione architettonica khmer. Questo nuovo stile prenderà il nome di Nuova Architettura Khmer.

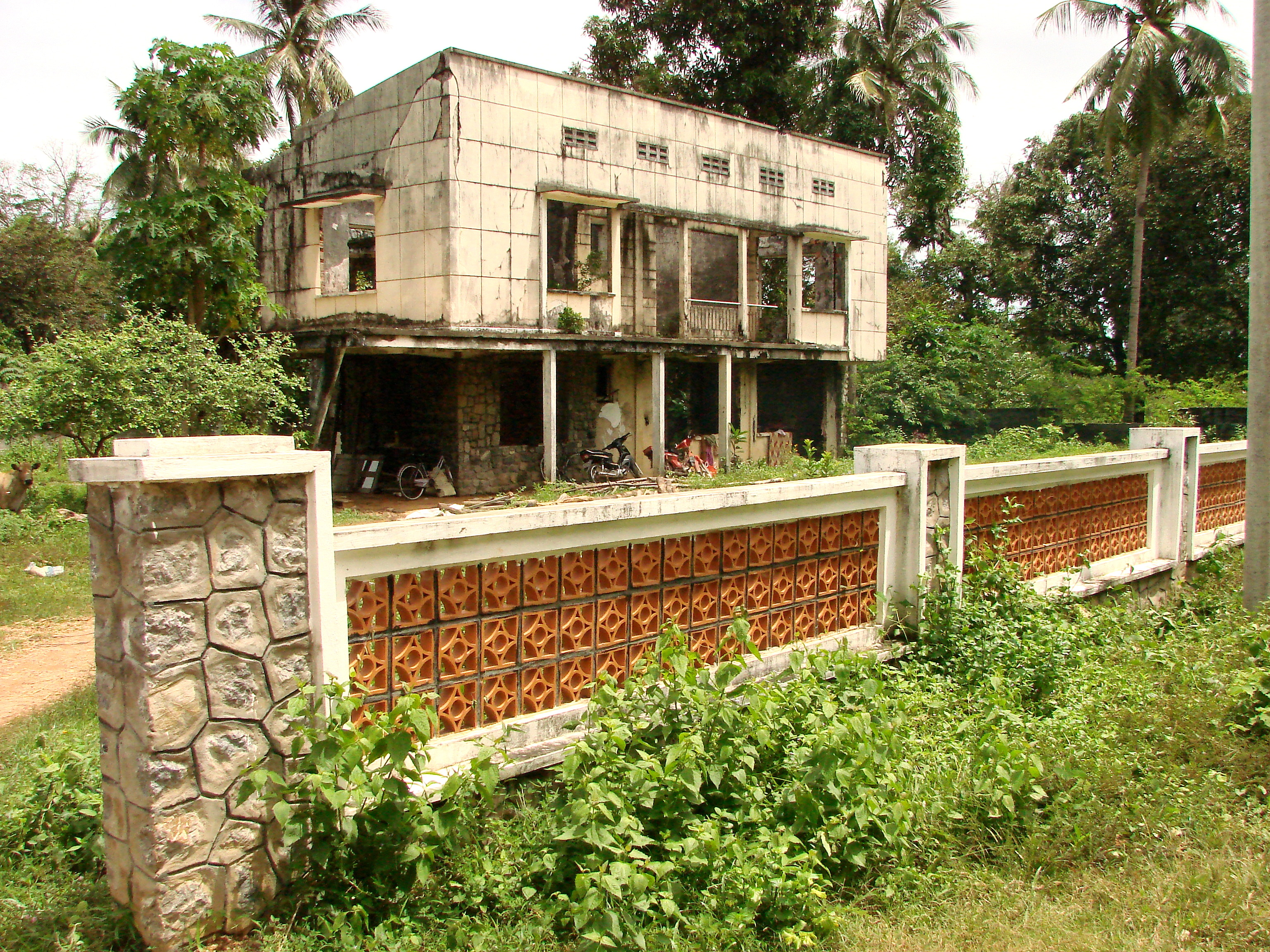
Struttura abbandonata risalente all'epoca della Nuova Architettura Khmer

## Luoghi d'interesse
L'Isola del Coniglio (Koh Thonsay) rappresenta la principale delle attrattive turistiche della provincia.
Kep Beach, situata sulla punta della penisola di Kep, è la spiaggia principale della città di Kep.
Il Monumento alla casa natale di Don Bosco, all'interno del Centro Vocazionale Don Bosco, è stato inaugurato nel 2012 come omaggio a Don Bosco e riproduce la casa in cui è nato.
Phnom Sar Sear è una collina che si trova a 14 chilometri a sud-est di Kep e si innalza per circa 40 metri. In questa zona ci sono numerose grotte visitabili.